# پی‌دی ۳
پی‌دی ۳ (به انگلیسی: Payday 3 که با عنوان PAYDAY 3 طراحی شده‌است) یک بازی ویدئویی گروهی به سبک تیراندازی اول شخص می‌باشد که با همکاری اورکیل سافت‌ور و استاربریز استودیوز توسعه یافته و به‌وسیلهٔ دیپ سیلور منتشر شده‌است. این بازی دنباله پی‌دی ۲ و همچنین سومین قسمت از مجموعه بازی‌های ویدیویی پی‌دی می‌باشد. این بازی در تاریخ ۲۱ سپتامبر ۲۰۲۳ برای پلتفرم‌های پلی‌استیشن ۵، مایکروسافت ویندوز، و ایکس‌باکس سری اکس/اس منتشر شد.